# Richard H. Lawler

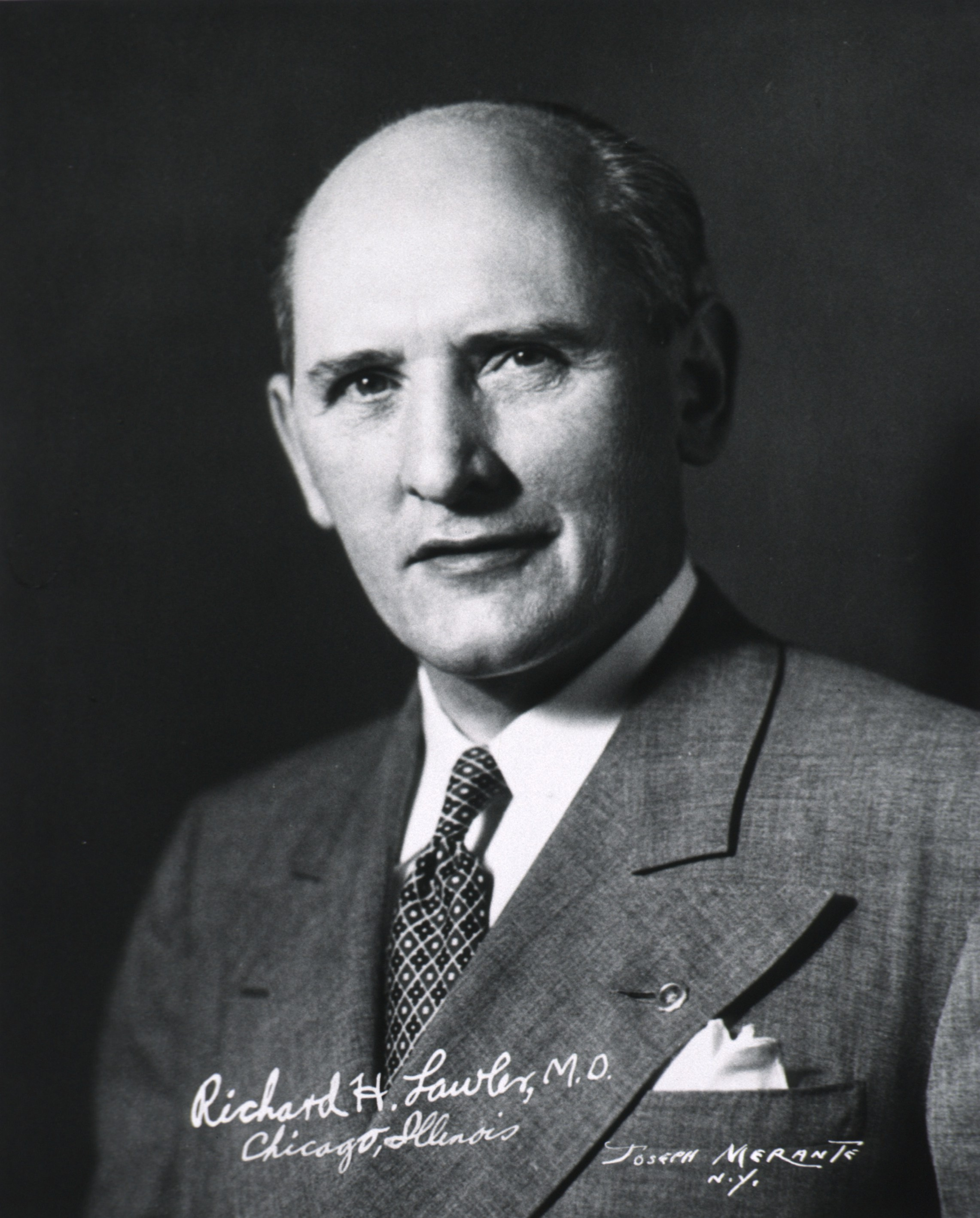

El doctor Richard H. Lawler (12 de agosto de 1895 - 24 de julio de 1982) dirigió un equipo quirúrgico en el hospital Little Company of Mary de Evergreen Park, Illinois, que realizó el 17 de junio de 1950 lo que la revista Time describió como "el primer trasplante de riñón humano del que se tiene constancia". Junto con los cirujanos James West y Raymond Murphy, Lawler trasplantó un riñón de una paciente recién fallecida a la cavidad abdominal de una mujer de 44 años con poliquistosis renal. Los cirujanos describieron la innovadora operación en un artículo publicado en el Journal of the American Medical Association (JAMA).

## Primeros años de vida y educación
Lawler era hijo de un tendero de Chicago y de una madre inmigrante irlandesa. Nació en Chicago el 12 de agosto de 1895 y fue el tercero de ocho hijos. Tres de sus hermanos menores -Frank y los gemelos Edmund y Paul- también fueron médicos. Sirvió en la Marina estadounidense durante la Primera Guerra Mundial, pilotando un Curtiss Modelo F de un solo motor, el llamado barco volador. Antes de ir a la universidad y a la facultad de medicina, también fue profesor y entrenador de fútbol en un instituto de Chicago. Lawler se licenció en la Universidad DePaul de Chicago y obtuvo su título de médico en la Facultad de Medicina Stritch de la Universidad Loyola de Chicago en 1931.

## Carrera profesional
Tras un periodo de prácticas en el Mercy Hospital de Chicago, Lawler se incorporó al personal médico del Little Company of Mary en 1932. Fue en este hospital católico de 587 camas, dirigido por una orden de monjas británicas, donde dirigió el trasplante de riñón de 1950. Newsweek, señalando que nunca se había trasladado un órgano humano vital de una persona a otra, calificó el trasplante de "audaz hazaña quirúrgica".
La operación de 45 minutos y sus consecuencias se recogen en un libro de Edmund O. Lawler, sobrino nieto del cirujano, titulado "The Graft: Cómo una operación pionera desencadenó la era moderna de los trasplantes de órganos". La paciente, Ruth Tucker, una mujer de 44 años de Chicago, vivió cinco años más antes de morir de una enfermedad cardíaca el 30 de abril de 1955. 
Sin embargo, el riñón trasplantado sólo funcionó durante algo más de dos meses, pero no más de diez, momento en el que los cirujanos volvieron a abrir la incisión quirúrgica de Tucker para descubrir que el sistema inmunitario de su cuerpo había rechazado el riñón trasplantado. Lawler escribió en 1972 que no podía explicar del todo la prolongada supervivencia de Tucker: "Puede ser que el trasplante aliviara la carga del otro riñón enfermo".
La audaz aventura de Lawler animó a los cirujanos de los principales centros médicos del mundo, en París y Boston, a empezar a intentar trasplantes de riñón. El famoso cirujano francés René Kuss reconoció la influencia de la operación: "Lawler tuvo un impacto extraordinario. Nos dio motivos para creer que la cirugía de trasplante era posible en seres humanos".
Pero la operación de trasplante también provocó una reacción. Algunos médicos condenaron la operación porque los fármacos inmunosupresores y la compatibilidad de los tejidos aún no estaban plenamente desarrollados. Lawler fue reprendido por su sociedad profesional, la Asociación Urológica Americana, que pidió una moratoria de los trasplantes. "Fui condenado al ostracismo por gran parte de la profesión", recordaba Lawler en una entrevista de 1972 con una publicación médica. "Había muy pocos partidarios. Algunos de mis buenos amigos ni siquiera querían hablar conmigo por miedo a que los contaminara".
Y aunque la operación de trasplante tuvo lugar en un hospital católico y fue aprobada por la monja que la dirigía, algunos clérigos católicos denunciaron la operación. El cirujano James West explicó: "El clero, en particular, se opuso a este procedimiento: se oponía a la idea de que se pudiera tomar tejido de alguien y ponerlo en alguien que estuviera vivo, y que volviera a la vida".
Lawler continuó su carrera urológica y quirúrgica hasta su jubilación en 1979. Pero nunca realizó otro trasplante. "Sólo queríamos empezar", dijo en una entrevista. "Para nuestro grupo haber hecho otro (trasplante) habría sido como agitar una bandera roja delante de un toro".
Sin embargo, la reputación de Lawler se recuperó con el tiempo. En 1970 fue nominado al Premio Nobel de Fisiología o Medicina por su papel en el primer trasplante de órganos sólidos de la historia de la medicina. En 1974, fue agasajado en un simposio en su honor en el Little Company of Mary al que asistieron más de 300 invitados, entre ellos cirujanos de trasplantes de los principales centros de trasplantes del Medio Oeste. Lawler fue aclamado en una publicación médica de 2014 como uno de los nueve pioneros de la medicina más importantes del mundo por sus "importantes primicias en medicina", que van desde la teoría de los gérmenes de Louis Pasteur hasta los fundamentos de la biología molecular de Francis Crick. Según el artículo, el "éxito de Lawler allanó el camino para que otros vieran la posibilidad del trasplante de órganos como una opción de tratamiento viable."
Además de su función en el hospital Little Company of Mary, Lawler fue cirujano jefe en el Hospital del Condado de Cook en Chicago, profesor de cirugía en la Escuela de Medicina del Condado de Cook y profesor asociado de cirugía en su alma mater de medicina, la Escuela de Medicina Stritch de la Universidad Loyola de Chicago.

## Vida privada
Lawler se casó en 1938 con Charlotte "Andy" Anderson, una enfermera que conoció en el hospital Little Company of Mary. La pareja, que vivía en el barrio de Beverly de Chicago, tuvo dos hijas, Christine Lawler Nagle y Rosemary Lawler Wong, y cuatro nietos.
Lawler murió el 24 de julio de 1982 en el Little Company of Mary, el hospital donde dirigió el primer trasplante de riñón del mundo. Tenía 86 años.